# Какамахи (Карабудахкентский район)
Какамахи (кум. Къакъамахи) — село в Карабудахкентском районе Дагестана. Входит в состав сельского поселения «Сельсовет „Кака-Шуринский“».

## Население
| 1926 | 1939 | 1989 | 2002  | 2010  | 2021  |
| ---- | ---- | ---- | ----- | ----- | ----- |
| 71   | ↗106 | ↗705 | ↗1210 | ↗1269 | ↗1702 |

Национальный состав
По данным Всероссийской переписи населения 2021 года:
| №        | Национальность | Численность, чел. | Доля    |
| -------- | -------------- | ----------------- | ------- |
| 1        | кумыки         | 1 698             | 99,76 % |
| 1.000001 | не указавшие   | 1                 | 0,5 %   |
| 1.000002 | прочие         | 3                 | 0,17 %  |
| 1.000003 | всего          | 1 702             | 100 %   |